# محمدصفی
محمدصفی (ترکی آذربایجانی: Məmmədsəfi) یک منطقه مسکونی در جمهوری آرتساخ است که در استان شاهومیان واقع شده‌است.